# فیل فوگلیو

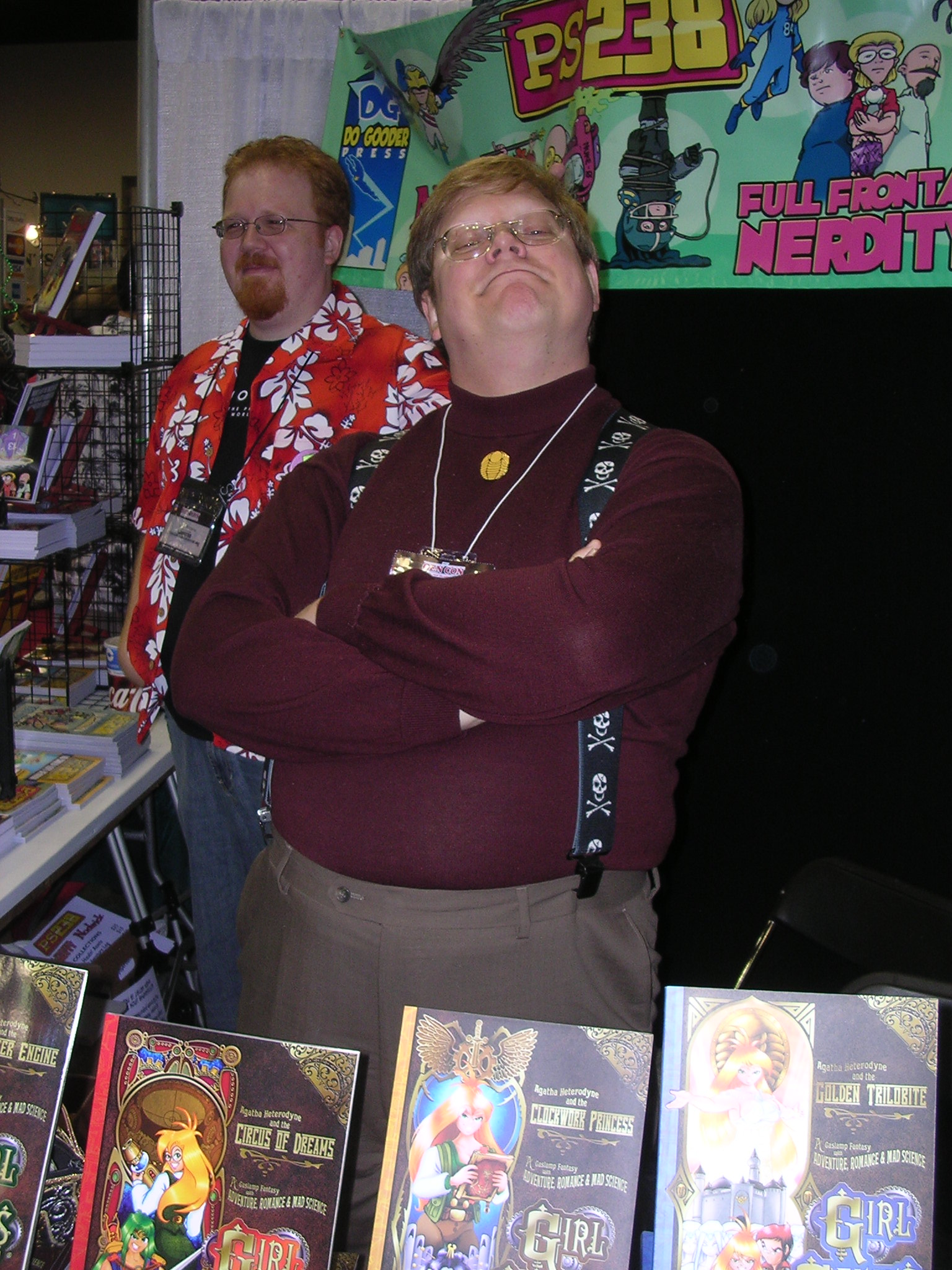

فیل فوگلیو (به انگلیسی: Phil Foglio) (زاده ۱ می ۱۹۵۶) کارتون‌ساز و طراح کمیک بوک اهل ایالات متحده است که بیشتر به خاطر آثار فکاهی‌اش در زمینه علمی تخیلی و فانتزی شناخته می‌شود. فوگلیو طراح اولیه نشان غول بی‌اس‌دی در سال ۱۹۷۶ است و از دانشگاه دوپال فارغ‌التحصیل شده است.